# Nanohammus rufescens
Nanohammus rufescens är en skalbaggsart som beskrevs av Bates 1884. Nanohammus rufescens ingår i släktet Nanohammus och familjen långhorningar. Inga underarter finns listade i Catalogue of Life.